# Saccharodite singularis
Saccharodite singularis är en insektsart som beskrevs av Yang och Wu 1993. Saccharodite singularis ingår i släktet Saccharodite och familjen Derbidae. Inga underarter finns listade i Catalogue of Life.